# Catasetum socco
Catasetum socco es una especie de orquídea que se encuentra  en el sur y sudoeste de Brasil. Es citado a menudo como un sinónimo de Catasetum trulla, pero parece que hay una gran diferencia entre las 2 especies.

## Taxonomía
Catasetum socco fue descrito por (Vell.) Hoehne y publicado en Arquivos de Botânica do Estado de São Paulo 2: 146. 1952.
Etimología
Ver: Catasetum
socco: epíteto latino 
Sinonimia
- Cypripedium socco Vell. (1831) (Basionym)
- Catasetum trulla Lindl. (1840)
- Catasetum trulla var. subimberbe Rchb.f. (1887)
- Catasetum trulla var. maculatissimum Rchb.f. (1888)
- Catasetum lichtensteinii Kraenzl. (1892)
- Paphiopedilum socco (Vell.) Pfitzer (1894)
- Catasetum trulla var. lichtensteinii (Kraenzl.) Mansf. (1932)
- Catasetum trulla var. typum Hoehne (1942)[3]